# David Wallace (Politiker)

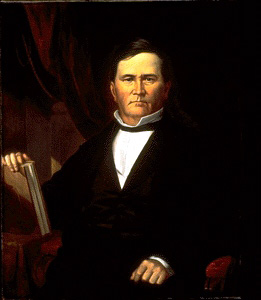
David Wallace

David Wallace  (* 4. April 1799 im Mifflin County, Pennsylvania; † 4. September 1859 in Indianapolis, Indiana) war ein US-amerikanischer Politiker und zwischen 1837 und 1840 der sechste Gouverneur des Bundesstaates Indiana.

## Frühe Jahre und politischer Aufstieg
David Wallace war der ältere Bruder von William Henson Wallace, der US-Kongressabgeordneter und Gouverneur im Washington-Territorium sowie später im Idaho-Territorium war. Er wuchs nach einem Umzug der Familie in Ohio auf, wo er auch die Grundschule besuchte. Danach zog er nach Brookville in Indiana. Im Jahr 1821 absolvierte er die US-Militärakademie in West Point. Bis 1822 lehrte er an dieser Militärschule Mathematik. Dann kehrte er nach Indiana zurück, wo er Jura studierte. Im Jahr 1824 wurde er als Anwalt zugelassen, woraufhin er als solcher zu praktizieren begann. Gleichzeitig war er Mitglied der Nationalgarde von Indiana, in der er es bis zum Oberst brachte.
Zwischen 1828 und 1831 saß Wallace als Abgeordneter im Repräsentantenhaus von Indiana und von 1831 und 1837 war er unter Gouverneur Noah Noble als Vizegouverneur dessen Stellvertreter. Am 7. August 1837 wurde er als Kandidat der Whigs zum neuen Gouverneur gewählt, wobei er sich mit 55,5 Prozent der Stimmen gegen den Demokraten John Dumont durchsetzte.

## Gouverneur von Indiana
David Wallace trat seine dreijährige Amtszeit am 6. Dezember 1837 an. Diese drei Jahre wurden von einer schweren Wirtschaftskrise überschattet, die 1837 ausgebrochen war und die die gesamte Nation erschütterte. In Indiana gerieten die Maßnahmen zur Verbesserung der Infrastruktur ins Stocken und die wirtschaftlichen Schwierigkeiten nahmen drastisch zu. Für das Land bedeute dies einen gewaltigen Rückschlag nach den Fortschritten, die in den beiden Jahrzehnten zuvor gemacht wurden. Erwähnenswert ist noch, dass 1838 die Potawatomi-Indianer aus Indiana vertrieben und in das Kansas-Territorium verbracht wurden.

## Weiterer Lebenslauf
Nach dem Ende seiner Amtszeit wurde Wallace als Anwalt in Indianapolis tätig, ehe er 1841 für zwei Jahre in das US-Repräsentantenhaus in Washington, D.C. einzog. Nach seiner Zeit im Kongress war er wieder Anwalt. 1850 war er Mitglied einer Versammlung zur Überarbeitung der Verfassung von Indiana. Zwischen 1856 und seinem Tod im Jahr 1859 fungierte er als Richter an einem Gericht im Marion County. David Wallace war zweimal verheiratet und hatte insgesamt sieben Kinder, darunter war der Sohn Lew (1827–1905) der Autor des Romans Ben Hur und Territorialgouverneur des New-Mexico-Territorium war.